# 東京喵喵
《東京喵喵》，又譯貓貓戰隊，是一部由海未亞繪畫、吉田玲子構思故事的魔法少女類型漫畫，2000年開始於連載，並於2002年電視動畫化。2020年公佈重新動畫化的消息，翌年2月解禁視圖和宣佈工作人員名單，於2022年7月6日在東京電視網播放。

## 概要
於2000年至2003年間連載於講談社的，單行本7卷；續集《東京喵喵partⅡ》（日语：東京ミュウミュウ あ・ら・もーど），單行本2卷。電視動畫52集，自2002年4月至2003年3月在日本愛知電視台及其它東京電視台系頻道首播。在北美地區，4Kids娛樂公司獲得了該動畫系列播出的許可，改名為《Mew Mew Power》，並製作了經過審查後的英語本地化版本。該系列的前23集將在美國的4Kids TV播出，另外三集在YTV播出在加拿大。剩餘26集，4Kids未獲得該系列的許可或家庭媒體中的發布權。

## 故事簡介
外星人的祖先在三億年前生活在地球上，後來因為環境惡化而被逼遷往另一星球，但那裡的環境原來比地球更糟，他們想返回地球，卻無能為力，現在他們當中有幾個人來到地球，打算消滅人類，讓同胞遷回地球。「貓貓咖啡屋」的主人白金稜和友人赤坂圭一郎為了阻止外星人的行動，展開「貓貓計劃」，把Red Data Animals的DNA注入五個女孩體內，使得她們在變身後有神奇的力量對抗外星人。五個女孩組成「東京貓貓」，跟外星人戰鬥，為地球的未來而努力。喵喵咖啡屋是稜和圭一郎的基地，以咖啡屋作掩飾，東京喵喵的女孩平日在那裡兼職侍應，等待稜和圭一郎的命令出動。最後「東京貓貓」成功保衛了地球，外星人也找到改善自己星球環境的方法。

## 電視動畫 (第1作)
- 於2002年4月6日在愛知電視台播放。香港方面，由有線電視及亞洲電視先後購入播映權，在2003年至2019年多次播放。

### 製作組
- 企畫：東京喵喵製作委員會
- 監督：阿部記之

### 主題曲
片頭曲my sweet heart
作詞：T_T、作曲、編曲：UZA、歌：小松里賀
片尾曲戀A La Mode
作詞、作曲：、編曲：Grooving K.T、歌：東京喵喵（中島沙樹、嘉數由美、佐久間紅美、望月久代、野田順子）
香港版片頭曲東京Mew Mew（有線電視）
作曲：Uza，填詞：韋然，主唱：江欣慈
美國版片頭曲Team Up（4kids）
主唱：布麗·夏普

### 美國版插入曲 （4kids）
Animal Instinct
主唱：布麗·夏普
Supernatural
主唱：布麗·夏普
It's Here（第1集）
主唱：布麗·夏普
Dance Another Day（第9集）
主唱：莫莉·韋弗
Crush（第16集）
主唱：莫莉·韋弗
Lucky Me（第23集）
主唱：布麗·夏普
Don't Wake Me Up（第26集）
主唱：布麗·夏普

### 各集標題
带「○」的是原作裡有，但是动画重安排了顺序。
| 話数 | 副标题 | 中文标题                                            | 脚本       | 分镜           | 演出       | 作画監督                       | 美術              |
| ---- | ------ | --------------------------------------------------- | ---------- | -------------- | ---------- | ------------------------------ | ----------------- |
| 1○   |        | 變成貓的是、戀愛中的少女                            | 十川誠志   | 阿部記之       | 阿部記之   | 宇佐美皓一                     | 高田茂祝 清水友幸 |
| 2○   |        | 新的夥伴是正義的千金大小姐                          | 十川誠志   | 榎本明広       | 榎本明広   | 大西雅也                       | 高田茂祝          |
| 3○   |        | 學校怪談、妖怪真面目的發現 喵                       | 十川誠志   | 松浦錠平       | 松浦錠平   | 桜井木ノ実                     | 高橋忍            |
| 4    |        | 含淚的約會 無法對青山說的秘密 喵                    | 高橋奈津子 | 中島弘明       | 中島弘明   | 阿部弘樹                       | 工藤英昭          |
| 5    |        | 暴風雨般的新體操 以貓咪之舞成為閃耀之星             | 田中哲生   | 高橋資祐       | 阿部記之   | 高橋資祐                       | 高田茂祝          |
| 6    |        | 心之鋼琴 心跳加速的舞會                             | 十川誠志   | 小柴純弥       | 小柴純弥   | 中森良治                       | 高橋忍            |
| 7○   |        | 步鈴登場 耳朵和尾巴都在表演                         | 大和屋曉   | 阿部記之       | 畠山茂樹   | 河村明夫                       | 工藤英昭          |
| 8    |        | 溫泉山莊的戀愛奇蹟                                  | 田中哲生   | 松浦錠平       | 松浦錠平   | 桜井木ノ実                     | 高田茂祝          |
| 9    |        | 親愛的哥哥 回憶盡在照片中                           | 高橋奈津子 | 中島弘明       | 中島弘明   | 阿部弘樹                       | 高田茂祝 高橋忍   |
| 10○  |        | 最後的夥伴 虛幻孤獨的一匹狼                         | 田中哲生   | 榎本明廣       | 榎本明廣   | 石野聡                         | 工藤英昭          |
| 11○  |        | 真誠的心 東京喵喵五人集合/相信的心 東京喵喵五人到齊 | 十川誠志   | 金子仁         | 小柴純弥   | ふかざわまなぶ                 | 高田茂祝          |
| 12○  |        | 秘密被揭穿 不在花季間的櫻花謝了                     | 十川誠志   | 畠山茂樹       | 畠山茂樹   | 宇佐美皓一                     | 高田茂祝          |
| 13○  |        | 擦身而過的心 成為目標的青山                         | 大和屋曉   | 小柴純弥       | 小柴純弥   | 河村明夫                       | 工藤英昭          |
| 14   |        | 赤坂的秘密 切不斷的戀愛物語                         | 十川誠志   | まついひとゆき | 平田豊     | 阿部弘樹                       | 高田茂祝          |
| 15   |        | 小小的勇者 小雅 不惜生命的友情                      | 田中哲生   | 高橋資祐       | 小柴純弥   | 高橋資祐                       | 高橋忍 上野秀行   |
| 16   |        | 香菜的戀愛 圖書館的單相思                           | 大和屋曉   | 松浦錠平       | 松浦錠平   | 桜井木ノ実                     | 工藤英昭          |
| 17○  |        | 藍騎士!我負責保護你!!/藍騎士!你要保護我喔!!         | 十川誠志   | 西村聡         | 阿部記之   | 石野聡                         | 高田茂祝          |
| 18   |        | 盛夏的戀愛 莓搖擺不定的心                           | 十川誠志   | 榎本明広       | 榎本明広   | かわむらあきお                 | 高橋忍            |
| 19○  |        | 溫柔的心、向大海深處來祈禱                          | 田中哲生   | 中島弘明       | 中島弘明   | 阿部弘樹                       | 工藤英昭          |
| 20   |        | 母親的記憶 姊姊辛苦了                               | 大和屋暁   | 小柴純弥       | 小柴純弥   | 宇佐美皓一                     | 高田茂祝          |
| 21○  |        | 心之火花 莓和薄荷分道揚鑣                           | 十川誠志   | 畠山茂樹       | 畠山茂樹   | 中森良治                       | 高橋忍            |
| 22   |        | 最後的暑假 莓最長的一天                             | 大和屋曉   | 松浦錠平       | 松浦錠平   | 桜井木ノ実                     | 高橋忍            |
| 23   |        | 突然的戀愛! 接受少女的心吧                          | 田中哲生   | 榎本明広       | 榎本明広   | ふかざわまなぶ                 | 工藤英昭          |
| 24   |        | 不可思議的寶石 光輝永遠在你的心中                   | 高橋奈津子 | 中島弘明       | 中島弘明   | 阿部弘樹                       | 工藤英昭          |
| 25   |        | 戀愛的藩籬 莓的戀愛充滿障礙                         | 十川誠志   | 高橋資祐       | 小柴純弥   | 高橋資祐                       | 高橋忍            |
| 26○  |        | 時間暫停吧!愛意洋意於胸懷                           | 十川誠志   | 阿部記之       | 阿部記之   | 石野聡                         | 高橋忍            |
| 27○  |        | 我喜歡你 青山震撼的告白!                            | 十川誠志   | 金子仁         | 畠山茂樹   | かわむらあきお 實原登 橋本英樹 | 工藤英昭          |
| 28○  |        | 貓咪大災難 關鍵秘密在少女的嘴唇                     | 十川誠志   | 松浦錠平       | 松浦錠平   | 桜井木ノ実                     | 高橋忍            |
| 29   |        | 禁忌之戀? 聽得懂貓說話 喵                           | 田中哲生   | まついひとゆき | 平田豊     | 吉本拓二                       | 工藤英昭          |
| 30   |        | 勇敢面對 水晶球裡的單相思                           | 高橋奈津子 | 榎本明廣       | 伊達将利   | 宇佐美皓一                     | 高橋忍            |
| 31   |        | 父親的背後 以莓為賭注的一決勝負!                    | 大和屋曉   | 下田正美       | 畠山茂樹   | かわむらあきお                 | 工藤英昭          |
| 32   |        | 千金小姐的對決 用錢買不到的正義夥伴                 | 大和屋曉   | 秋山勝仁       | 阿部記之   | ふかざわまなぶ                 | 高橋忍            |
| 33   |        | 未婚夫出現 步鈴命運的結婚                           | 田中哲生   | 松浦錠平       | 松浦錠平   | 桜井木ノ実                     | 工藤英昭          |
| 34   |        | 不論什麼事 最重要的是相信一個人的心                 | 十川誠志   | 平田豐         | 藤本美樹   | 阿部弘樹                       | 高橋忍            |
| 35   |        | 不要哭泣 孤單的小石榴                               | 高橋奈津子 | 榎本明広       | 榎本明広   | 石野聡                         | 工藤英昭          |
| 36○  |        | 白金的過去 喵喵戰隊誕生的秘密!!                     | 大和屋曉   | 高橋資祐       | 小柴純弥   | 高橋資祐                       | 高橋忍            |
| 37   |        | 光輝的淚滴 只有2人的聖誕節                          | 田中哲生   | 畠山茂樹       | 畠山茂樹   | かわむらあきお                 | 工藤英昭          |
| 38   |        | 聖誕夜的奇蹟 秘密消失的夜晚                         | 十川誠志   | 小柴純弥       | 小柴純弥   | 宇佐美皓一                     | 高橋忍            |
| 39   |        | 被偷走的夢 薰衣草的美夢陷阱                         | 田中哲生   | 中島弘明       | 中島弘明   | アベエミコ 吉本拓二            | 工藤英昭          |
| 40○  |        | 兩個人是朋友嗎?步鈴 千鈞一髮!!                      | 大和屋曉   | 松浦錠平       | 松浦錠平   | 桜井木ノ実                     | 高橋忍            |
| 41   |        | 帶來的幸福之風 精誠所至的祈禱                       | 高橋奈津子 | 榎本明広       | 榎本明広   | ふかざわまなぶ                 | 工藤英昭          |
| 42   |        | 石榴的迷惑 只有4個人的喵喵戰隊                      | 十川誠志   | 下田正美       | 畠山茂樹   | 三好和也 実原登                | 高橋忍            |
| 43   |        | 是敵是友? 戰鬥吧 姊姊                               | 十川誠志   | 阿部記之       | 伊達将利   | 宇佐美皓一                     | 工藤英昭          |
| 44   |        | 街道變成森林 守護莓的笑容                           | 田中哲生   | 平田豊         | 藤本美樹   | 阿部弘樹                       | 高橋忍            |
| 45○  |        | 解開謎團 藍騎士的真面目                             | 高橋奈津子 | 小柴純弥       | 小柴純弥   | 中森良治                       | 工藤英昭          |
| 46○  |        | 新戰力 保衛地球的夥伴                               | 十川誠志   | 松浦錠平       | 松浦錠平   | 桜井木ノ実                     | 高橋忍            |
| 47   |        | 愛的力量! 我要保護青山!!                            | 大和屋曉   | 高橋資祐       | 小柴純弥   | 高橋資祐                       | 工藤英昭          |
| 48   |        | 異次元的迷路! 起司的賭注!!                          | 田中哲生   | 榎本明広       | 榎本明広   | かわむらあきお                 | 高橋忍            |
| 49○  |        | 張開藍眼睛 另外一個身份                             | 大和屋曉   | 秋山勝仁       | 畠山茂樹   | 橋本英樹 三好和也              | 工藤英昭          |
| 50○  |        | 莓的考驗 我是東京喵喵                               | 高橋奈津子 | 中島弘明       | 谷田部勝義 | 阿部弘樹                       | 高橋忍            |
| 51○  |        | 最後的戰爭 我相信你的笑容                           | 十川誠志   | 深澤學         | 伊達将利   | 石野聡                         | 工藤英昭          |
| 52○  |        | 為地球的未來服務 喵                                 | 十川誠志   | 小柴純弥       | 小柴純弥   | 宇佐美皓一                     | 高橋忍            |

### 英語配音
《The Main Mew's Muse》原是日本原版的第12集。但作為視播集播出，導致留下了情節漏洞。
| 話数 | 副标题                             | 原标题 | 英語配音播出日期 |
| ---- | ---------------------------------- | ------ | ---------------- |
| 1    | The Main Mew's Muse                |        | 2005年2月19日    |
| 2    | The Mew Kid in Town                |        | 2005年2月26日    |
| 3    | Mew Two                            |        | 2005年3月5日     |
| 4    | Pooltergeist                       |        | 2005年3月12日    |
| 5    | The Lion Thing                     |        | 2005年3月19日    |
| 6    | Gymewstics                         |        | 2005年3月26日    |
| 7    | Party 'Til You Mew                 |        | 2005年4月2日     |
| 8    | Monkey See, Monkey Mew             |        | 2005年4月9日     |
| 9    | Spa Blahs!                         |        | 2005年4月16日    |
| 10   | Do Mew Want to Dance?              |        | 2005年4月23日    |
| 11   | Hollywood Mew Mew Part 1           |        | 2005年4月30日    |
| 12   | The Taming of the Mew Part 2       |        | 2005年5月7日     |
| 13   | Slime and Slime Again              |        | 2005年5月14日    |
| 14   | Butterflies Are Freaky             |        | 2005年9月10日    |
| 15   | The Hero Lies in Mew               |        | 2005年9月17日    |
| 16   | Books Of Love                      |        | 2005年9月24日    |
| 17   | A Knight to Remember Part 1        |        | 2005年10月1日    |
| 18   | My Knight In Blue Armor Part 2     |        | 2005年10月8日    |
| 19   | A Girl With A Porpoise             |        | 2005年10月15日   |
| 20   | Daughter Of The Year               |        | 2005年10月22日   |
| 21   | One Flew Out Of The Mew Mew's Nest |        | 2005年10月29日   |
| 22   | Buggin'                            |        | 2005年11月5日    |
| 23   | I've Got A Crush On Mew            |        | 2005年11月12日   |
| 24   | Diamonds Are A Girl's Worst Enemy  |        | 2005年(YTV)      |
| 25   | The Hunt For Blue Aqua Part 1      |        | 2005年(YTV)      |
| 26   | Coo Coo Cocoon Part 2              |        | 2005年(YTV)      |

## 電視動畫 (NEW♡)
- 動畫第一季於2022年7月6日在東京電視台播放。
- 動畫第二季在動畫第一季播放完畢後的同時宣佈製作，於2023年4月5日播放。

### 製作組
- 企畫：東京喵喵 NEW♡製作委員會
- 監督：名取孝浩

### 主題曲
| 第1期 片頭曲（第1話－第12話） 作詞、作曲、編曲：園田健太郎、歌：Smewthie 片尾曲（第1話－第11話） 作詞、作曲：KHAi、歌：Smewthie | 第2期 片頭曲（第13話－第24話） 作詞：園田健太郎、作曲：哥丸雄貴、編曲：哥丸雄貴，園田健太郎、歌：Smewthie 片尾曲（第13話－第14話、第16話－第17話、第19話－） 作詞：hotaru、作曲：Tom-H@ck，RINZO、編曲：RINZO、歌：Smewthie 片尾曲（第15話） 作詞：白幡一步（24chocolate）、作曲、編曲：佐佐木直也（24chocolate），野田大介、歌：Smewthie 片尾曲my sweet heart～にゅ～♡Ver.～（第24話） 作詞：T_T，作曲：UZA，編曲：園田健太郎；歌：桃宮莓（天麻優希） |

### 插入曲
| 第1期 （第4話） 作詞：真崎繪裡香、作曲、編曲：本多友紀（Arte Refact）、歌：藤原石榴（石井萌萌果） （第6話） 作詞：鬼chio、作曲：YOOKEY，、編曲：、歌：藤原石榴（石井萌萌果） （第12話） 作詞：T_T、作曲：UZA、編曲：園田健太郎、歌：桃宮莓（天麻優希） | 第2期 （第14話） 作詞：白幡一步（24chocolate）、作曲：伊藤翼，Peter Ilyich Tchaikovsky、編曲：Akki，伊藤翼、歌：藍澤薄荷（日向未來） （第15話） 作詞：園田健太郎、作曲、編曲：小林康太、歌：黃步鈴（戶田梨杏） （第16話） 作詞：白幡一步（24chocolate）、作曲、編曲：佐佐木直也（24chocolate）、歌：碧川萵苣（十二稜子） （第17話） 作詞：葉人、作曲：葉人，片山將太、編曲：片山將太、歌：藤原石榴（石井萌萌果） （第19話） 作詞、作曲、編曲：（24chocolate）、歌：桃宮莓（天麻優希） |

### 各集標題
| 話数  | 日文标题 | 中文标题                             | 脚本       | 分镜     | 演出       | 作画監督 | 總作画監督      |
| 第1期 | 第1期    | 第1期                                | 第1期      | 第1期    | 第1期      | 第1期 | 第1期           |
| ----- | -------- | ------------------------------------ | ---------- | -------- | ---------- | --- | --------------- |
| 1     |          | 怎麼回事！？今天開始做正義的夥伴喵！ | 山田由香   | 名取孝浩 | 東田夏實   | 西野美沙樹 高橋和德 野田智弘 北條裕之 工藤慎也                                                                              | 吉岡毅          |
| 2     |          | 怎樣才算真正的朋友？                 | 山田由香   | 小坂春女 | 石山貴明   | Jang Hee kyu Lim Keun soo Park Hoon                                                                                         | 小林利充        |
| 3     |          | 被奪走的吻！？布丁貓貓登場！         | 岡田邦彥   | 山本靖貴 | 山本靖貴   | 西野美沙樹 工藤慎也 野田智弘 熊谷勝弘 黑染                                                                                  | 小林利充        |
| 4     |          | 崇拜的大姐姐 最後一位是個大明星      | 久尾步     | 石山貴明 | 石黑達也   | 志賀道憲 吉田肇 日根野優子 飯飼一幸 川口弘明                                                                                | 吉岡毅          |
| 5     |          | 笑一笑薄荷！大小姐的憂鬱             | 山田由香   | 於地紘仁 | 於地紘仁   | Kwon Oh sik Jang Hee kyu Lim Keun soo 林怡君                                                                                | 小林利充        |
| 6     |          | 響徹心靈！我將超越自己               | 加百優喜雄 | 東田夏實 | 東田夏實   | 熊谷勝弘 北條裕之 高橋和德 西野美沙樹 唐安舒                                                                                | 石野聰          |
| 7     |          | 離別的櫻花飛雪                       | 岡田邦彥   | 小坂春女 | 星野美鈴   | 今中俊輔 姊崎早也花 | 吉岡毅 西村理惠 |
| 8     | [ 6 ]    | 拿出自信來                           | 久尾步     | 佐藤昌文 | 石山貴明   | Kwon Oh sik Jang Hee kyu Lim Keun soo                                                                                       | 小林利充        |
| 9     | [ 7 ]    | 秘密大作戰！                         | 山田由香   | 東田夏實 | 東田夏實   | Kwon Oh sik Kim Yoon jung Kim Si won Won Chang hee Lim Keun soo Jang Hee kyu 西野美沙樹 北條裕之 黑染                       | 西村理惠        |
| 10    |          | 怎麼回事喵！心動停不下來？           | 久尾步     | 西野理惠 | 大久保唯男 | S.H.Park J.W.Kim H.S.Choi B.S.Lee S.Kim                                                                                     | 小林利充        |
| 11    |          | 大家都在等著！跑起來 小莓！          | 岡田邦彥   | 名取孝浩 | 吉田俊司   | 原田峰文 上原史也 | 小林利充        |
| 12    |          | 雨與淚                               | 岡田邦彥   | 名取孝浩 | 東田夏實   | 阿部愛由美 野田智弘 西野美沙樹 工藤慎也 北條裕之 吉田肇 熊賀判一 黑染 LEE EUN-YOUNG PARK SO-YEON CHOI EUN-YOUNG KIM SUN TAE | 小林利充        |
| 第2期 |          |                                      |            |          |            | |                 |
| 13    |          | 逐漸升溫！小莓 戀愛的第二階段！      | 山田由香   | 山本靖貴 | 西邑大輔   | 西野美沙樹 野田智弘 吉田肇 黑染                                                                                             | 石野聰          |
| 14    |          | 薄荷離家出走！？我來改變世界！       | 岡田邦彥   | 於地紘仁 | 石山貴明   | Won Chang hee Lim Keun soo Kwon Oh sik                                                                                      | 小林利充        |
| 15    |          | 前略 母親 步鈴過得很好               | 岡田邦彥   | 畑博之   |            | S.Kim J.W.Kim Y.M.Lee B.S.Lee J.S.Kang J.S.Park                                                                             | 小林利充        |
| 16    |          | 戀之水滴 萵苣與美人魚                | 山田由香   | 小林一三 | 東田夏實   | Won Chang hee Kim Hye Jeong Lim Keun soo Park Hoon                                                                          | 小林利充        |
| 17    |          | 兩位天才 火星四濺的MV拍攝！          | 岡田邦彥   | 佐藤昌文 | 佐藤昌文   | 荊丹燚 石井由美子 島田英明 服部憲治 一航 明光 鑫月                                                                          | 小林利充        |
| 18    |          | 隱藏的決心 μ計劃誕生之日             | 久尾步     | 山本靖貴 | 粟井重紀   | 陳潔瓊 周剛 胡威 趙親雲 誠宇動畫                                                                                            | 小林利充        |
| 19    |          | 開始轉動的未來 這才是真正的我        | 山田由香   | 東田夏實 | 東田夏實   | 金正男 金元會 韓承熙 JW.Kim SH.Park JS.Park JY.Park BS.Lee 亮點動畫 長城動畫                                                | 小林利充        |
| 20    |          | 奇修與藍騎士                         | 久尾步     | 西邑大輔 | 西邑大輔   | Lim Keun soo Kim Hye Jeong Kwon Oh sik Park Hoon                                                                            | 不適用          |
| 21    |          | 深藍                                 | 岡田邦彥   | 名取孝浩 |            | 山口保则 野田智弘 西野美沙树 张益 LEE EUN-YOUNG LEE SUNG-JIN 吉田肇 阿部美佐绪 北条裕之                                     |                 |
| 22    |          | 破碎的心 流泪的夜晚                  | 久尾步     | 名取孝浩 | 粟井重纪   | 荆丹燚 森口弘之 石井裕美子 服部宪治 光之园动画 宁波麦冬映画 Triple A 世欣东方文化传媒                                       | 小林利充        |
| 23    |          | 传达我的心意！ 最后的战斗！！        | 冈田邦彦   | 名取孝浩 | 于地纮仁   | gil production | 小林利充        |
| 24    |          | 我们创造的未来                       | 山田由香   | 名取孝浩 | 东田夏实   | 阿部美佐绪 西野美沙树 野田智弘 北条裕之 吉田肇 LEE EUN-YOUNG PARK SO-YEON                                                   | 不適用          |

### 播放平台
日本深夜動畫：下文記載的日本国内播放時間使用日本標準時間（UTC+9）表示。因為部分時間标识會採用30小时制，因此請留意这类超过24:00的时间，其實際播放時間為翌日清晨。
| 播映地區         | 播映平台 | 播映日期                                                | 播映時間              | 備註   |
| ---------------- | -------- | ------------------------------------------------------- | --------------------- | ------ |
| 香港、澳門、台灣 | bilibili | 2022年7月6日－2022年9月21日 2023年4月5日－2023年6月21日 | 星期三 00:00（UTC+8） | [ 9 ]  |
| 中國大陸         | 哔哩哔哩 | 2022年7月6日－2022年9月21日 2023年4月5日－2023年6月21日 | 星期三 00:00（UTC+8） | [ 10 ] |

## 外部連結
- （日語）
- https://tokyo-mew-mew.com/ （页面存档备份，存于）（日語）
- https://nakayosi.kodansha.co.jp/manga/199.html （页面存档备份，存于）（日語）